# Sienne (Godyr)
Pour les articles homonymes, voir Sienne (homonymie).
Sienne est une commune rurale située dans le département de Godyr de la province de Sanguié dans la région du Centre-Ouest au Burkina Faso.